# Hypsolebias antenori
Hypsolebias antenori, es una especie de pez actinopeterigio de agua dulce, de la familia de los rivulines.
Es comercializado para acuariofilia, pero es muy difícil de mantener en acuario.

## Morfología
Con el cuerpo muy colorido y sin espinas en las aletas, la longitud máxima descrita fue de 7 cm. El pedúnculo caudal de la hembra con manchas negras, aleta anal del macho con franja distal gris a negro, aletas no apareadas gris oscuro azulado, dimorfismo sexual con la aleta caudal sub-truncada en el macho y redondeada en la hembra.

## Distribución y hábitat
Se distribuye por ríos de América del Sur, en las cuencas fluviales de los ríos Jaguaribe y Mossoró y en las planicies costeras adyacentes a éstos, en Brasil. Son peces de agua dulce, de comportamiento bentopelágico no migratorio, que prefieren aguas tropicales entre 25 y 30 °C,